# Лашон хара
Лашон хара (или лошон хоро, или лошон хора ) („зао језик“) је израз из халахе за говор о особи или особама који је негативан или штетан за њих, иако је истинит.  Лашон хара наноси штету особи о којој се говори, било емоционално или финансијски, или умањује њен статус у очима других.  Лашон хара се разликује од строже забране хоцат шем ра односно „стварања лошег имена“, по томе што се хоцат шем ра састоји од неистинитих изјава.
Лашон хара се сматра веома озбиљним грехом у јеврејској традицији . Онај који користи лашон хара (што представља део оговарања) крши забрану из Торе ло телех рахил б'амеиха,    што се преводи као „Не иди около као оговарач међу својим народом“ ( Левитска 19:16).

## Дефиниција
Говор се сматра лашон харом ако говори нешто негативно о особи и није озбиљно усмерен ка унапређењу и побољшању неке негативне ситуације. Лашон хара се може јавити у било којем облику комуникације који се користи, било да се ради о разговору уживо, писму, телефону или е-пошти, или чак и говору тела.
Насупрот томе, хоцат шем ра („ширeње лошег имена“) – који се назива и хоцат диба или моци шем ра (дословно „изношење лошег имена“) – састоји се од лажи и најбоље се преводи као „клевета“. Хоцат шем ра је још тежи грех од лашон харе . 

## Порекло речи
Фраза се састоји од именице lashon („језик“) и придева hara („зао"). Генерално се преводи као "зли говор". Термин одговара изразима у другим језицима као што је латински mala lingua ,  француски mauvaise langue ,   и шпански mala lengua .   